# Marsdenia mexicana
Marsdenia mexicana är en oleanderväxtart som beskrevs av Joseph Decaisne. Marsdenia mexicana ingår i släktet Marsdenia och familjen oleanderväxter. Inga underarter finns listade i Catalogue of Life.